# Worms Hauptbahnhof
Worms Hauptbahnhof ist neben dem Haltepunkt und ehemaligen Bahnhof Worms-Pfeddersheim einer von zwei betrieblich genutzten Personenbahnhöfen im Gebiet der rheinhessischen Stadt Worms. Er wird vom Bahnhofsmanagement Mainz verwaltet. Der Hauptbahnhof ist der wichtigste Bahnhof in Worms, seine Fußgängerunterführung eine wesentliche Verbindung zwischen der östlichen und der westlichen Innenstadt. Täglich nutzen den Bahnhof etwa 15.000 Menschen und auf den acht Gleisen werden rund 200 Ankünfte und Abfahrten gezählt.

## Bezeichnung
Zunächst trug der Bahnhof die Bezeichnung Worms, dann ab dem 1. Dezember 1900 Worms Hauptbahnhof, ab dem 31. März 1911 erneut nur die Bezeichnung Worms. 1949 wurde der Bahnhof wieder in Worms Hauptbahnhof umbenannt.

## Geschichte

### Anfänge
1836 entstanden französische und bayerische Pläne, eine linksrheinische Eisenbahnstrecke von Basel über Straßburg und Mainz nach Köln zu bauen. Zwei Jahre später wurde der Plan aus wirtschaftlichen und militärischen Gründen von den Großherzogtümern Baden, Hessen und dem Königreich Preußen verworfen. Stattdessen entstand rechtsrheinisch die Riedbahn.
1844 ergriffen Mainzer und Wormser Bürger die Initiative und gründeten eine Gesellschaft, die eine Eisenbahnstrecke zwischen Mainz und Worms errichten sollte. Die Gesellschaft erhielt später den Namen Hessische Ludwigsbahn (HLB). Die Notjahre 1846–1847, die Revolution von 1848/49 und Bestrebungen privater Investoren, die Eisenbahnstrecke mit der Pfalz (Bayern) und damit auch mit dem Elsass und Lothringen zu verbinden, führten zu Verzögerungen beim Bau. Erst am 29. August 1852 konnte ein Staatsvertrag zwischen dem Großherzogtum Hessen, der den Weiterbau bis Ludwigshafen am Rhein durch die Pfälzische Ludwigsbahn-Gesellschaft vorsah, präsentiert werden.

### Der erste Bahnhof

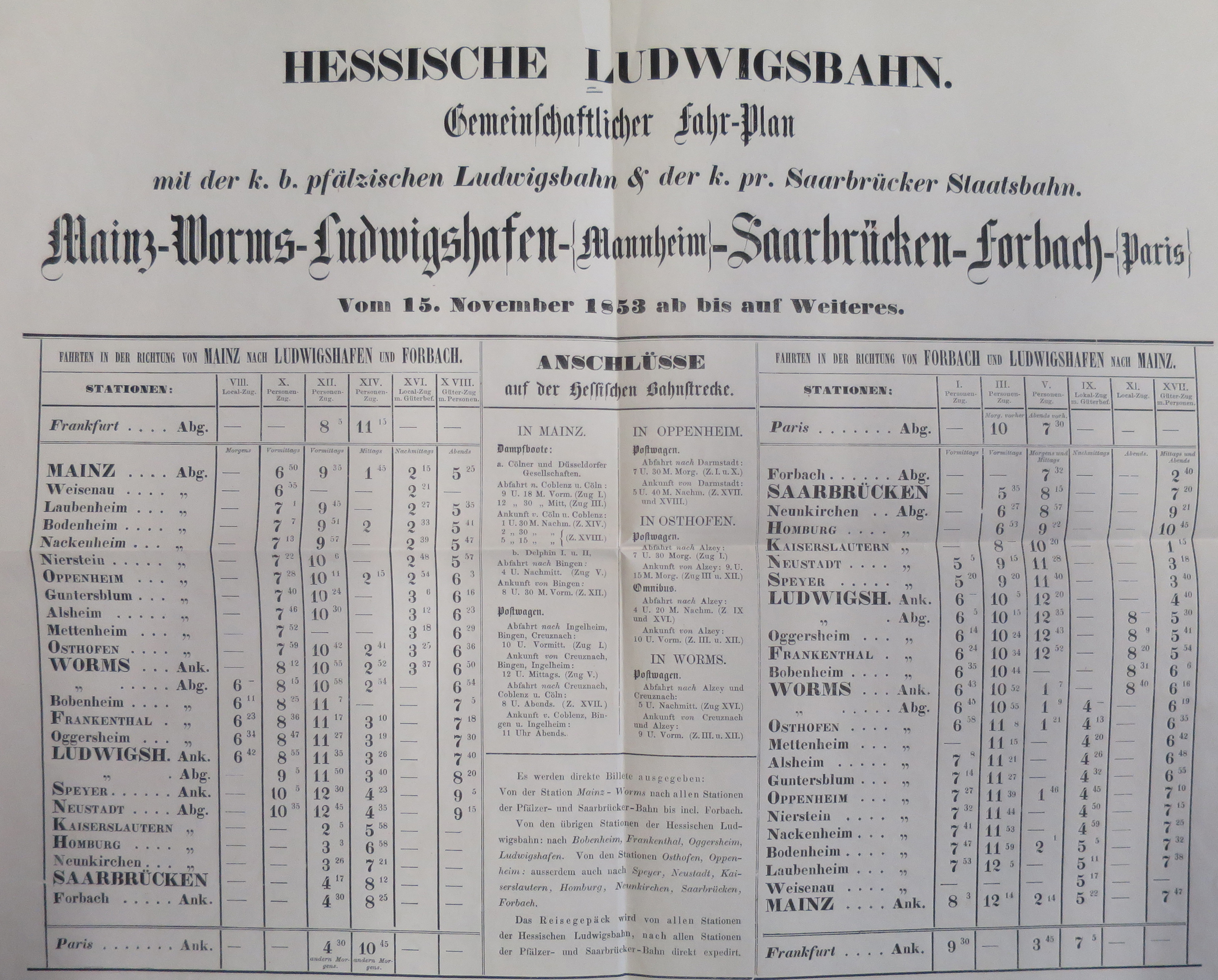
Erster Aushangfahrplan nach Eröffnung der Strecke Mainz–Worms–Landesgrenze vom 15. November 1853

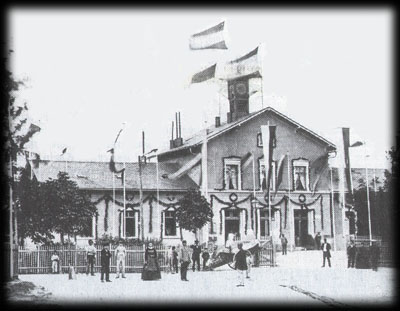
Der erste Wormser Bahnhof

Insgesamt sechs Jahre wurde in Worms über die Lage des Bahnhofs diskutiert. Durchgesetzt hat sich am 21. September 1852 die Hessische Ludwigsbahn mit der von ihr favorisierten, heutigen Lage. Am 24. August 1853 wurde die Bahnstrecke von Mainz nach Worms eröffnet und drei Monate später, am 15. November, folgte der Anschluss nach Ludwigshafen am Rhein in der Pfalz.
Die Wormser konnten nun linksrheinisch mit der Eisenbahn reisen, ohne das Verkehrsmittel wechseln zu müssen. Die rechtsrheinischen Reiseziele, etwa Frankfurt am Main über Mainz-Kastel oder die Landeshauptstadt Darmstadt, waren dagegen zunächst mit der Eisenbahn nur nach dem Umsteigen auf eine Rheinfähre in Mainz möglich. Erst 1861 querte mit der Südbrücke in Mainz erstmals eine Eisenbahnstrecke im Großherzogtum Hessen den Rhein. In südlicher Richtung konnten die Wormser über die Pfälzische Ludwigsbahn nach Ludwigshafen am Rhein und von dort über Saarbrücken und Forbach nach Frankreich reisen. Auch nach Mannheim musste zunächst auf eine Rheinfähre umgestiegen werden. Die Rheinbrücke von Ludwigshafen am Rhein nach Mannheim ging erst 1867 in Betrieb. Von Mannheim aus konnten die Reisenden mit den Großherzoglich Badischen Staatseisenbahnen weiter Richtung Süden fahren.
Nach anfänglicher Unterschätzung des Umfangs, den der Güterverkehr annahm, wurden in den folgenden Jahren am Wormser Bahnhof Verladerampen, ein Güterschuppen und ein Rangierbahnhof ergänzt. Aus Südhessen und aus ganz Rheinhessen wurden nun Zuckerrüben, Getreide, Kohle und mehr zu den Fabriken, Mühlen und Häfen in Worms geliefert. Die Eisenbahn in Worms gab der ortsansässigen Industrie und der Bevölkerung einen Wachstumsschub: 1849 hatte Worms noch ohne die Eisenbahn nur 89 Arbeiter in Fabriken, 1858 waren es, nach dem Anschluss an die Eisenbahn, über 2000.
Nachdem sich die Eisenbahn so als großer Erfolg herausstellte, wurde das Schienennetz ausgebaut: In den 1860er Jahren wurden die Nibelungenbahn nach Bensheim und die Rheinhessenbahn nach Bingen am Rhein gebaut.

### Bahnhof Rosengarten
Die Nibelungenbahn von Bensheim und die Riedbahn von Darmstadt dagegen endeten am rechten Rheinufer, gegenüber der Stadt Worms im Bahnhof Rosengarten, da hier eine Rheinbrücke noch fehlte. Von dort bestand eine Schiffsbrücke über den Fluss zur Stadt und zum Hafenbahnhof auf der anderen Seite des Flusses.

### Der zweite Bahnhof
Die Verkehrsfrequenz betrug 1872/73 mindestens 56 Züge und 2.000 Reisende pro Tag. Die Kapazität des alten Empfangsgebäudes reichte dafür nicht mehr aus. Es wurde deshalb 1871 im Stil des Historismus erweitert. Eine verglaste Vorhalle führte zum Wartesaal I. und II. Classe, zum Wartesaal III. Classe und in ein Fürstliches Zimmer. Außerdem gab es Übernachtungsmöglichkeiten für die Conducteure, Besprechungszimmer sowie Räume für die lokale Eisenbahnverwaltung. Dass hier die sparsame Lösung gewählt wurde, das alte Empfangsgebäude nicht abzureißen, sondern wieder zu verwenden, führte zu einer städtebaulich befremdlichen Situation: Von keiner der beiden Hauptstraßen, die vom Stadtkern her auf das Gebäude ausgerichtet waren, Kaiser-Wilhelm-Straße (heute: Wilhelm-Leuschner-Straße) und Siegfriedstraße, war der Mittelrisalit des neuen Empfangsgebäudes zu sehen.
Für den Güterverkehr befanden sich entlang der Friedhofstraße (heute Bahnhofstraße) eine Laderampe mit einer Drehscheibe, ein Bahnübergang für ein Gleis, das in die Liebenauer Straße, die Güterhallenstraße und zum Güterbahnhof führte, ein Lokschuppen mit Werkstatt, Magazin, Schiebebühne und ein Gaswerk. Der Lokschuppen wurde dabei 1900 nach der Verstaatlichung zur Preußisch-Hessischen Staatsbahn durch das Bahnbetriebswerk in der Bensheimer Straße in Worms ersetzt. Auch gab es ein Maschinenamt in Worms, das 1944 – kriegsbedingt – aufgelöst wurde.
Mit dem Bau neuer Eisenbahnstrecken und zunehmendem Verkehr stieß der Wormser Bahnhof erneut an seine Kapazitätsgrenze. Eingepfercht zwischen Bahnhofstraße und Güterhalle lagen nur drei Bahnsteige. Dabei wurden die Gleise am dritten Bahnsteig oft durch Rangieren und abgestellte Güterzüge blockiert. Aufrufe aus der Bevölkerung forderten einen weiteren Bahnhofsausbau. Der von der HLB dazu 1889 vorgelegte Vorschlag wurde seitens der Stadt als ungenügend abgelehnt. Damals nutzten täglich 83 Personen- und 25 Güterzüge den Bahnhof. Hinzu kamen Fahrten zu den Anschlussgleisen der örtlichen Industrie.

### Der dritte Bahnhof

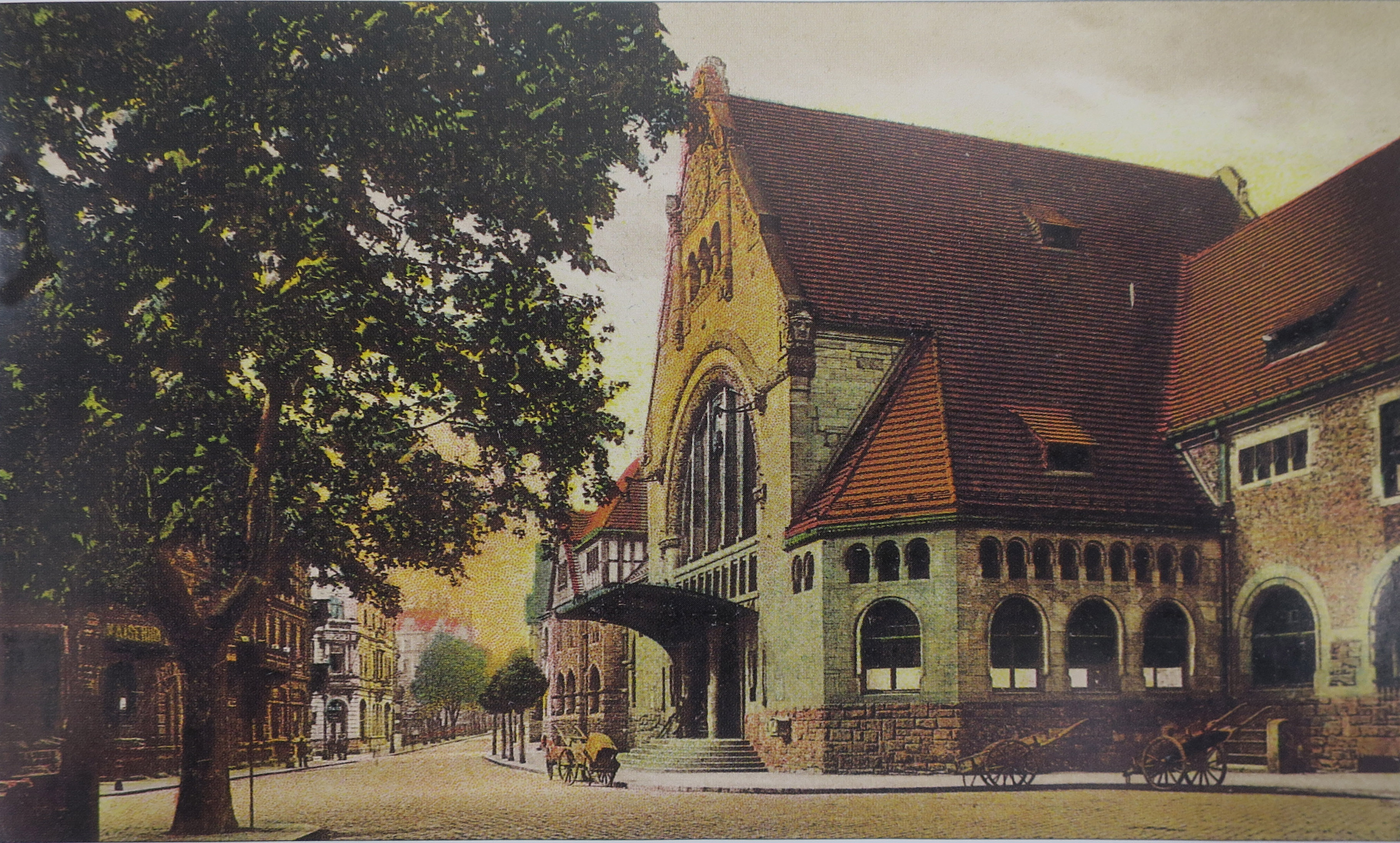
Haupteingang, 1904

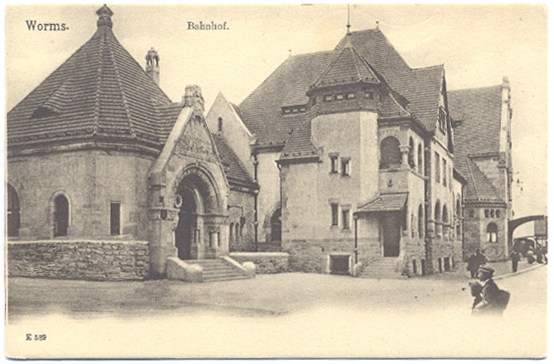
Der Wormser Hauptbahnhof mit dem Fürstenpavillon (links) und dem Hauptgebäude (rechts), 1910

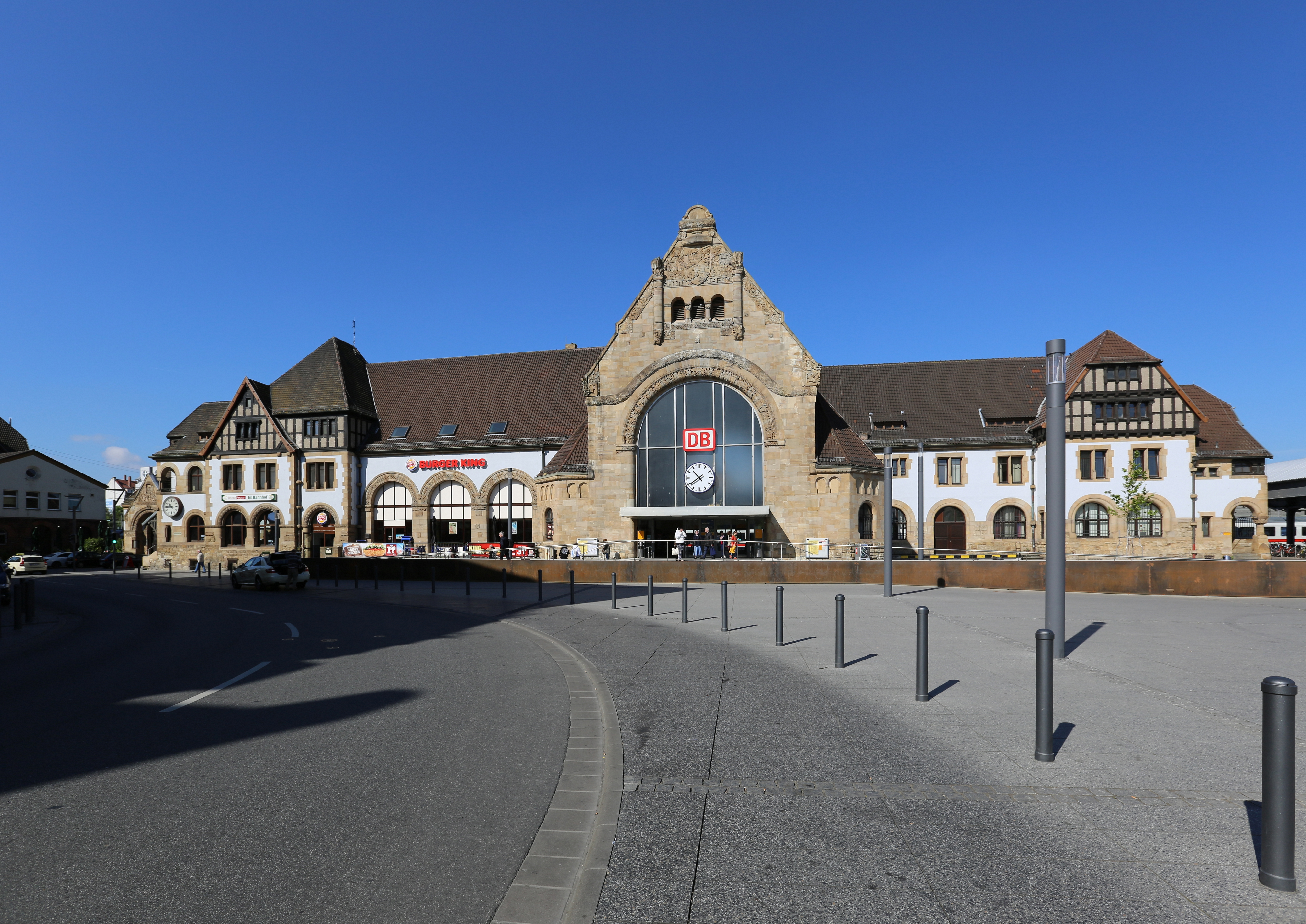
Empfangsgebäude Straßenseite

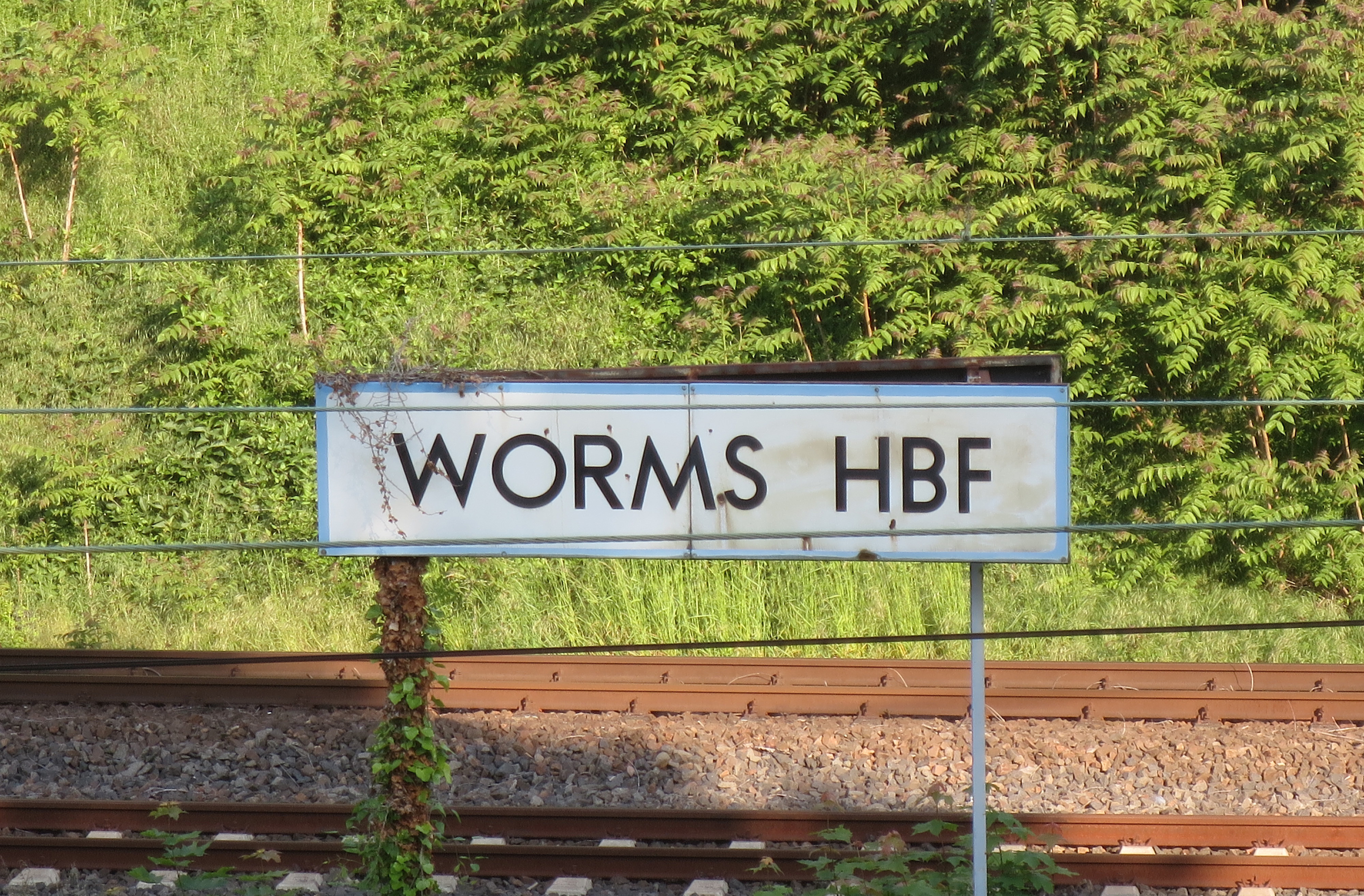

#### Neubau
So war die Anlage Ende des 19. Jahrhunderts durch den zunehmenden Verkehr schon wieder zu klein. 1890 verlangte die Wormser Stadtverordnetenversammlung einen Um- oder Neubau der Bahnhofsanlage. Sie begründete ihre Forderung mit steigendem Passagieraufkommen sowie mit dem alten Empfangsgebäude, das zu klein und nicht mehr zeitgemäß sei. Die HLB zögerte zu investieren. Nach verschiedenen Vorschlägen seitens der HLB, die aus Sicht der Stadt zu kurz griffen oder aus anderen Gründen als nachteilig empfunden wurden, zeichnete sich zum Jahreswechsel 1894/95 eine Lösung ab: Das Großherzogtum Hessen und die HLB schlossen einen Vertrag über die Rheinbrücke Worms, die erste Eisenbahnbrücke an dieser Stelle. Damit wurde der gesamte Verkehr, der bisher im Bahnhof Rosengarten auf der anderen Rheinseite endete, in den Hauptbahnhof Worms eingeleitet. Dies hätte nach damaligem Stand die dortige Verkehrsfrequenz um etwa 15 Zugpaare im Personenverkehr pro Tag erhöht. Der Neubau des Bahnhofs war damit unvermeidlich. Für den Bahnhofsumbau wurden 5.990.000 Mark bereitgestellt.

Um den Standort für das neue Empfangsgebäude gab es heftige Diskussionen. Die Bahn befürwortete ein neues Bahnhofsgebäude auf Höhe der Gaustraße und des Neuhausener Tunnels. Am Ende fiel die Entscheidung jedoch für einen Neubau des Bahnhofs am alten Standort: Das neue Empfangsgebäude entstand auf dem Bahnhofsvorplatz des alten Bahnhofsgebäudes. Die HLB legte 1895 eine entsprechende Planung vor, die letztendlich die Zustimmung der Betroffenen fand, die wesentlichen Elemente dessen enthielt, wie sich der Bahnhof auch heute noch darstellt und die schließlich umgesetzt wurden. Dabei wurde zuerst der überwiegende Teil der Gleisanlagen um- und das bestehende Bahnbetriebswerk neu gebaut. 
Auch erhielt Worms 1901 eine eigene Telegrafenmeisterei. Sie war für 131 Streckenkilometer zuständig und zwar für:
- Worms über Monsheim bis Monsheim-Grenze und Hohensülzen-Grenze, jeweils zur Bayerischen Pfalz,
- Worms nach Guntersblum
- Worms nach Biblis (ausschließlich des Bahnhofs Hofheim (Ried))
- Worms nach Lampertheim
- Worms nach Worms-Grenze (zur Bayerischen Pfalz)
- Biblis nach Mannheim Hbf (ausschließlich) und abzweigend in Waldhof nach Mannheim Neckarbahnhof (südlicher Teil der Riedbahn)
- Bahnstrecke Osthofen–Rheindürkheim–Guntersblum

Der Bau des neuen Empfangsgebäudes – inzwischen war die HLB in die Preußisch-Hessische Eisenbahngemeinschaft übergegangen – stand am Ende der Baumaßnahmen und begann erst im Oktober 1901. Eingeweiht wurde das neue Empfangsgebäude schließlich am 31. März 1904.
Der neue Wormser Bahnhof hatte zehn Gleise, von denen die Hälfte Durchgangsgleise von Ludwigshafen am Rhein und Kaiserslautern nach Mainz und Frankfurt am Main waren. Gleichzeitig mit dem neuen Empfangsgebäude entstand südlich davon ein neues Gebäude für die Bahnpost.
Damit waren die Baumaßnahmen aber noch nicht abgeschlossen, denn während gebaut wurde, wuchs der Verkehr weiter. So entschloss sich die Bahn schließlich doch, 1906 die westlich des Bahnhofs gelegene Maschinenfabrik Schütz aufzukaufen – eine sehr teure Angelegenheit, die bis dahin deshalb vermieden worden war – und das Gelände für die Erweiterung des Bahnhofs zu nutzen. Diese ergänzenden Baumaßnahmen dauerten bis 1908.

#### Weitere Entwicklung
1894 wurde die Rheinquerung mit einer Brücke zwischen dem Großherzogtum Hessen und der Hessischen Ludwigsbahn sowie die Bahnhofserweiterung in Worms vertraglich fixiert, wobei der Staat eine finanzielle Hilfe geben musste.
Ende des Jahres 1900 wurde die Rheinbrücke Worms in Betrieb genommen und der gesamte bisher im Bahnhof Rosengarten endende Verkehr in den Hauptbahnhof Worms eingeleitet. Dies erhöhte die dortige Verkehrsfrequenz um etwa 18 Zugpaare pro Tag. Das führte dazu, dass der Bahnhof Worms derjenige Bahnhof im Netz der Hessischen Ludwigsbahn und später der Preußisch-Hessischen Eisenbahngemeinschaft war, bei dem das Verkehrsaufkommen am stärksten wuchs: Zwischen 1897 und 1906 stieg die Zahl der hier verkauften Fahrkarten um 149 %.
1898 wurde der Bahnhof mit Zugmeldeleitungen ausgestattet, die zunächst nach Mainz, Worms-Hafen und Pfiffligheim (an der Bahnstrecke Worms–Bingen Stadt) reichten. Ebenfalls 1898, im Juli, ging die Telegrafen-Fernleitung der Eisenbahn von Frankfurt am Main nach Straßburg in Betrieb, als „Fernmeldeleitung Nr. 1a“ bezeichnet, und Worms Hauptbahnhof erhielt einen Anschluss daran:
| Bahnhof                                                                    | Rufzeichen | Tag der Inbetriebnahme |
| -------------------------------------------------------------------------- | ---------- | ---------------------- |
| Straßburg                                                                  | Str        | 1899                   |
| Lauterburg                                                                 | Lt         | 23. Juli 1898          |
| Ludwigshafen                                                               | Lu         | 23. Juli 1898          |
| Worms                                                                      | Ws         | 23. Juli 1898          |
| Bodenheim                                                                  | Bo         | 23. Juli 1898          |
| Mainz Centralbahnhof                                                       | Mz         | 23. Juli 1898          |
| Königlich Preußische und Großherzoglich Hessische Eisenbahndirektion Mainz | Wd         | 23. Juli 1898          |
| Frankfurt (Main) Hauptbahnhof                                              | Frt        | 23. Juli 1898          |

Mit der Eröffnung der Rheinbrücke, der Aufgabe des Bahnhofs Rosengarten und der Verlegung der bisher dort verkehrenden Züge nach Worms wurde der Bahnhof Worms zum 1. Dezember 1900 in Worms Hauptbahnhof umbenannt.
In Worms war die Bahn ein erheblicher Wirtschaftsfaktor. Zwischen den Fahrplanperioden 1896/97 und 1906/07 stieg die Zahl der im Bahnhof wöchentlich behandelten regelmäßig verkehrenden Güterzüge von 39 auf 79, wobei 1906/07 noch 39 Bedarfsgüterzüge hinzu kamen. Dabei ist allerdings zu berücksichtigen, dass nach der Eröffnung der Rheinbrücke der gesamte zuvor im Bahnhof Rosengarten abgewickelte Verkehr nach Worms Hauptbahnhof verlagert wurde. Am 10. Februar 1914 wurden „mit Eintritt der Dunkelheit“ neue „Doppellichtvorsignale“ in Betrieb genommen, die dem heute noch gebräuchlichen Modell des Formsignals entsprachen. Sie sicherten jetzt alle Einfahrten in den Bahnhof nach sämtlichen Richtungen.
Insgesamt arbeiteten 1914 in den Einrichtungen der Bahn in Worms 3176 Angestellte: drei Betriebsingenieure, 13 Bürokräfte, 1406 Beamte, 755 Bahnunterhaltungsarbeiter, 633 Gehilfen und Hilfskräfte des unteren Dienstes und 366 Betriebsarbeiter. Nicht mitgezählt sind dabei die Angestellten der privaten Bahngesellschaften, die die Eisenbahnstrecken nach Westhofen und Offstein betrieben, sowie Beamte der Königlich Bayerischen Staatseisenbahnen, die den Verkehr in Richtung Kaiserslautern und Ludwigshafen am Rhein betrieben.
Während der Zeit des Regiebetriebs (1923/1925) gehörte Worms Hbf zu der von der französischen Besatzungsmacht betriebenen Regiebahn. Als sich die Lage zwischen dem Deutschen Reich und der Besatzungsmacht im Laufe des Jahres 1924 entspannte, war Worms Hbf einer der wenigen Bahnhöfe im besetzten Gebiet, in dem die Deutsche Reichsbahn einen Fahrkartenschalter eröffnen und dort Anschlussfahrkarten für Reisende verkaufen durfte, die ins unbesetzte Gebiet reisten.
Zum 28. Oktober 1933 wurde im Bahnhof für den Telefonverkehr eine neue „Fernsprech-Selbstanschlußanlage“ (Basa) in Betrieb genommen mit der die Handvermittlung der Telefongespräche entfiel.
Der Zweite Weltkrieg führte zu erheblichen Schäden am Wormser Hauptbahnhof: So waren infolge eines Luftangriffs am 18. März 1945 sowohl alle Gleise, die drei Stellwerke, das Bahnbetriebswerk mit Rechteckschuppen, Ringlokschuppen und Werkstätten, der Güterbahnhof und die Bahnmeisterei völlig zerstört. Zudem war das Empfangsgebäude stark beschädigt worden. Es dauerte bis Mitte 1945, bevor wieder regelmäßig Züge fuhren. Trotzdem waren bis Ende 1945 noch 38 von 53 Kilometer Gleisanlagen im Wormser Hauptbahnhof nicht befahrbar, so dass zu diesem Zeitpunkt Richtung Mainz immer noch keine Züge fuhren. Die Bahnanlagen wurden ab 1945 schrittweise repariert und in Betrieb genommen, die elektrischen Stellwerke 1947. Erst ab etwa 1950 normalisierte sich die Lage des Eisenbahnverkehrs in Worms wieder.
1949 wurde, nachdem durch Eingemeindungen weitere Bahnhöfe und Haltepunkte nach Worms gelangt waren, der bis dahin als Worms bezeichnete Bahnhof in Worms Hauptbahnhof umbezeichnet.
Am 16. April 2024 fuhr ein auf Gleis 10 rangierender Lint-54-Dieseltriebwagen dem auf dem parallel verlaufenden Gleis 1 den Bahnhof durchfahrenden ICE 614 von München nach Hamburg-Altona in die Flanke. Der Triebwagen entgleiste, ebenso 2 Wagen der 13-teiligen, mit 520 Reisenden besetzten ICE 4-Garnitur. Diese kam mit dem letzten Wagen noch am Bahnsteig zu stehen, was die Evakuierung sehr erleichterte. Vier Personen wurden leicht verletzt. Die Bergung der Fahrzeuge dauerte bis zum Abend des Folgetages.

## Infrastruktur

### Personenbahnhof

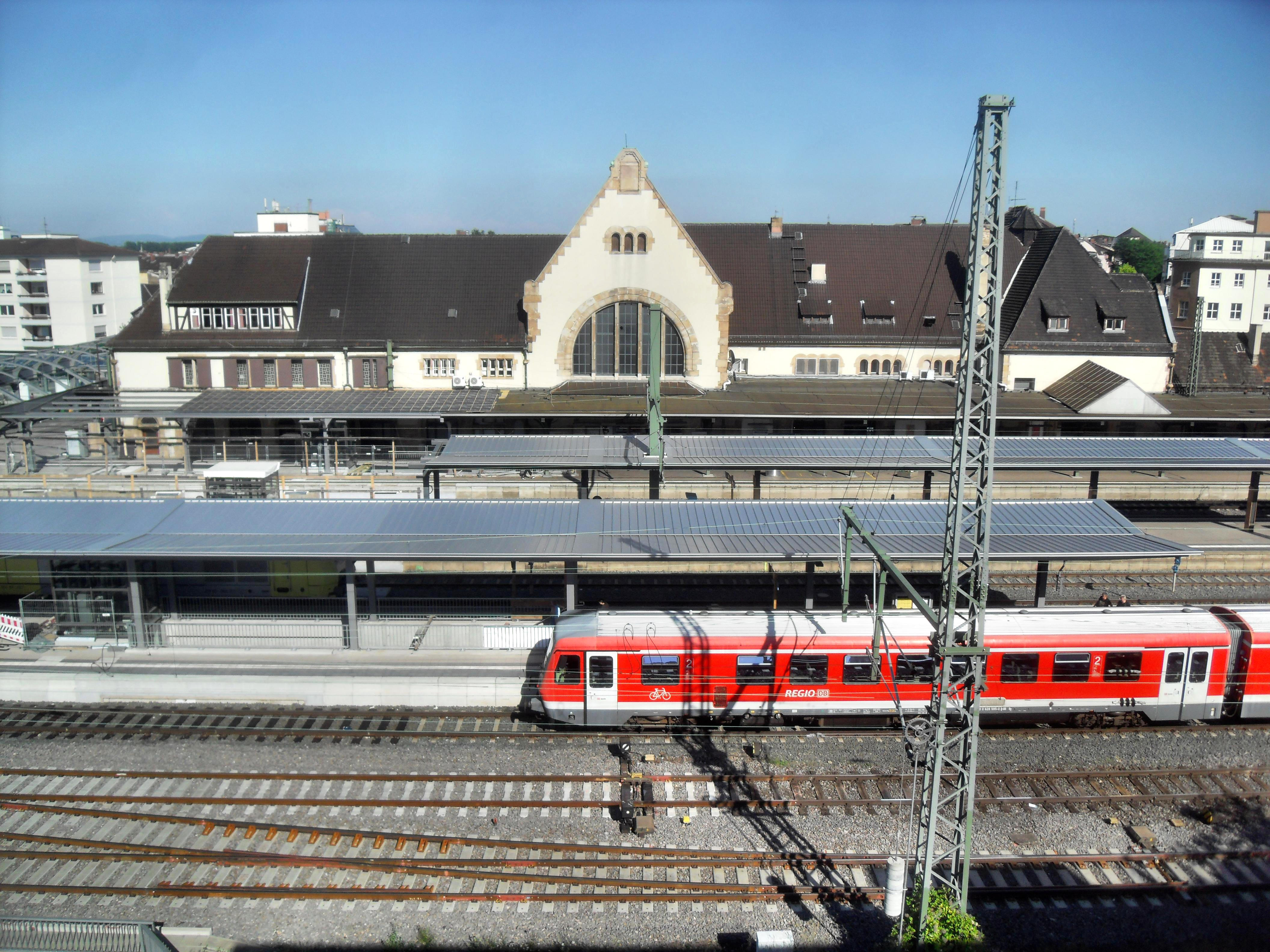
Blick über die Bahnsteige zu den Gleisen 1 bis 5 zum Empfangsgebäude (2009)

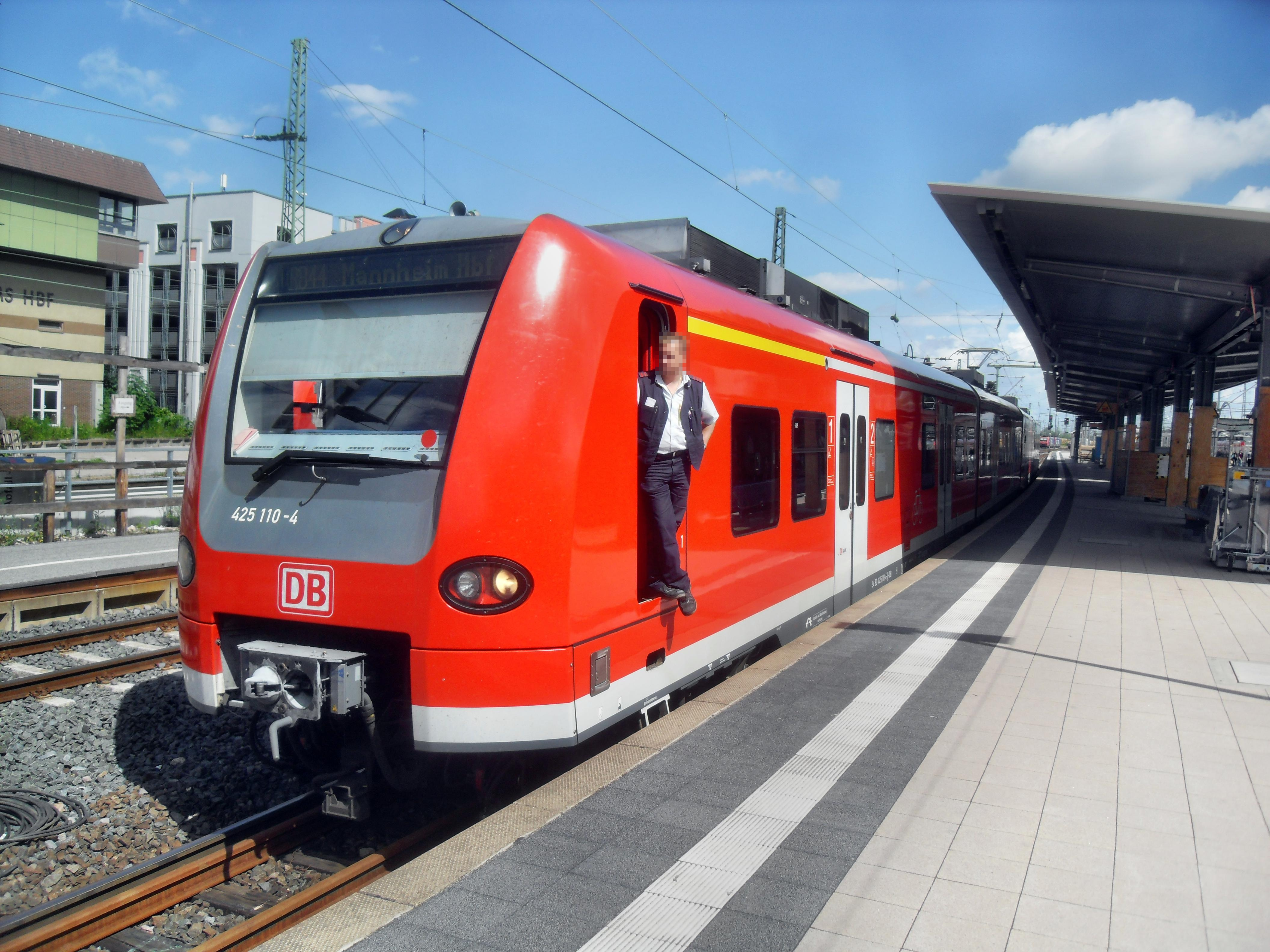
RB 44 mit Triebwagen der Baureihe 425 im Wormser Hauptbahnhof auf dem Weg nach Mannheim (2009)

Das denkmalgeschützte Empfangsgebäude beherbergt ein Reisezentrum von DB Vertrieb, eine Bäckerei, ein Zeitschriftengeschäft, ein Fastfoodrestaurant, eine Wache der Bundespolizei und seit dem Bahnhofsumbau im Sommer 2010 ein öffentliches WC an den Bahnsteiggleisen 1 und 8, welches jedoch 2020 nach Beschädigungen durch Vandalismus geschlossen wurde.
Es gibt vier Bahnsteige mit insgesamt acht Bahnsteiggleisen in zwei Bahnhofsteilen: Westlich des Empfangsgebäudes liegt der Durchgangsbahnhof für die Hauptstrecke Mainz–Mannheim mit drei Bahnsteigen und den Bahnsteiggleisen 1 bis 5, nördlich ein als Bensheimer Bahnhof bezeichneter Kopfbahnhof mit den Bahnsteiggleisen 8, 9 und 11. Alle Bahnsteige besitzen eine Höhe von 76 Zentimetern. Gleis 1 liegt am Hausbahnsteig, der 450 Meter lang ist. Hier fahren hauptsächlich nach Mainz durchfahrende Fern- und Regionalzüge ab. Der westlich davon liegende Mittelbahnsteig mit den Bahnsteiggleisen 2 und 3 weist eine Länge von 372 bzw. 220 Metern auf. Von diesen Gleisen fährt der Regionalverkehr in Richtung Karlsruhe und Mannheim ab. Vom Gleis 2 fährt der Fernverkehr in Richtung Mannheim ab. Der Bahnsteig mit den Bahnsteiggleisen 4 und 5 ist 140 bzw. 210 Meter lang. Dort halten Züge in Richtung Alzey und Mainz. Die Bahnsteiggleise 8, 9 und 11 werden von den Zügen nach Biblis und Bensheim genutzt. Die Bahnsteiglängen betragen 150 Meter (Gleis 8), 200 Meter (Gleis 9) bzw. 195 Meter (Gleis 11). Die haltenden Fernverkehrszüge fahren aufgrund der erforderlichen Bahnsteiglängen immer von den Bahnsteiggleisen 1 und 2 ab.
Zwischen 2007 und 2010 wurde der Bahnhof barrierefrei ausgebaut und im Dezember 2007 das Reisezentrum neu gestaltet. Alle Bahnsteiggleise, die vorher nur durch Treppen zugänglich waren, sind seitdem auch mit Aufzügen erreichbar. Im Zuge dieses Umbaus wurde auch der westliche Bahnhofsvorplatz barrierefrei gestaltet. Zudem wurde im Sommer 2010 eine neue öffentliche Toilette im Bahnhofsgebäude bei den Gleisen 1 und 8 eingerichtet. Die Toilette ist wegen Vandalismus im Juni 2020 dauerhaft geschlossen worden. Seit September 2010 wurde der östliche Bahnhofsvorplatz komplett umgestaltet. Dabei wurde der alte Busbahnhof abgerissen und das frei werdende Gelände neu gestaltet.
Westlich des Bahnhofes befindet sich ein sechsstöckiges Park+Ride-Parkhaus mit Platz für circa 600 Autos. Hier gibt es auch eine gebührenpflichtige, verschließbare Fahrradabstellanlage und ein Fahrradgeschäft.

### Güterbahnhof

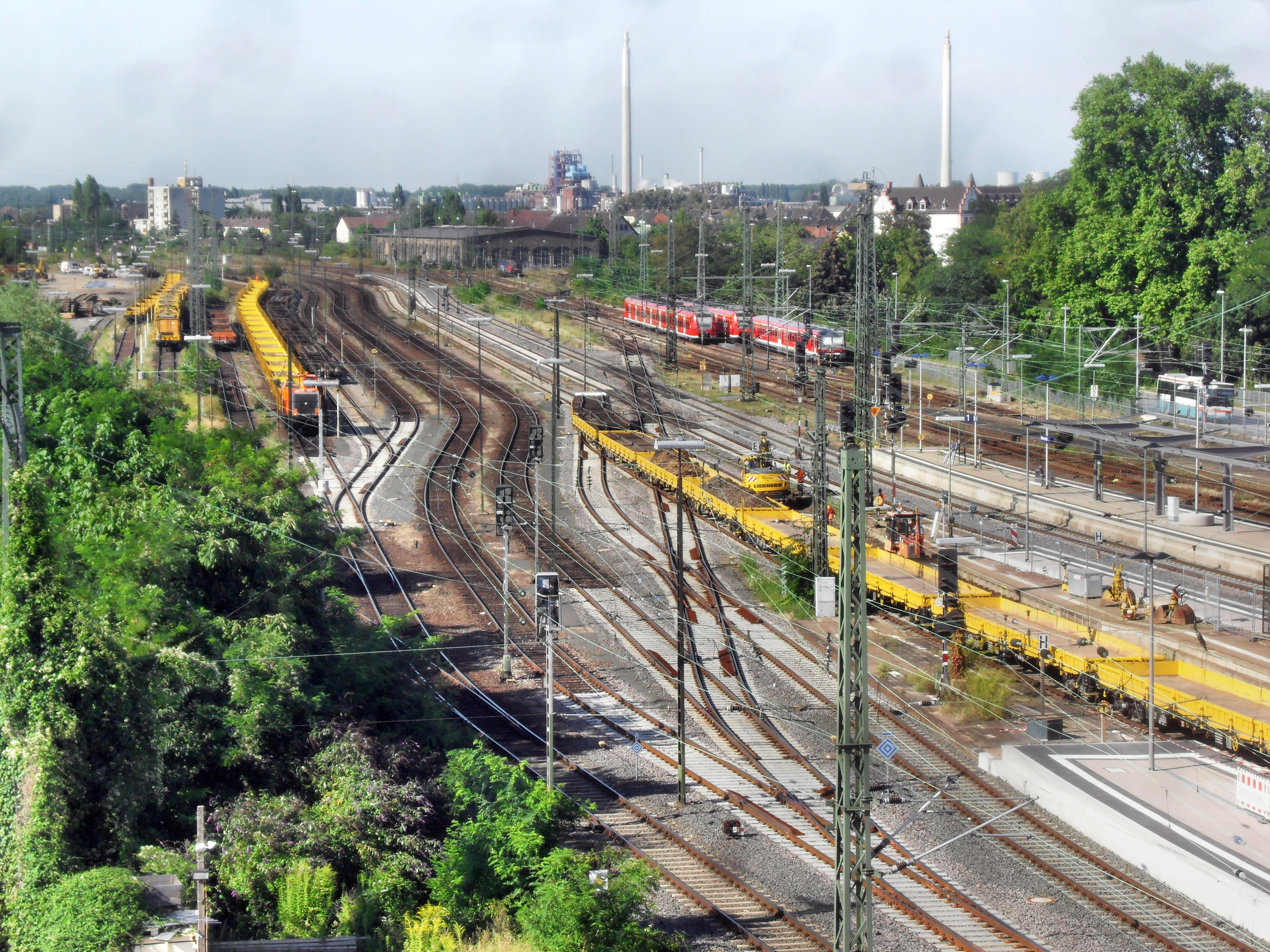
Nördliches Gleisvorfeld des Wormser Hauptbahnhofes mit Güterbahnhof (2009)

An den Wormser Hauptbahnhof grenzt direkt im Norden der Güterbahnhof an, in dem auf zahlreichen Gleisen Güterzüge zusammengestellt werden. Im Güterbahnhof ist außerdem im nördlichen Teil ein Ablaufberg vorhanden, welcher jedoch schon länger nicht mehr genutzt wird.

### Stellwerkstechnik
Das 1985 in Betrieb genommene Relaisstellwerk mit einer Stelltafel der Bauart Spurplan Drucktastenstellwerk von Standard Elektrik Lorenz des Erfindungsjahrs 1960 (SpDrL60) befindet sich direkt südlich des Park+Ride-Parkhauses. Auf der Stellwand sieht man die umfangreichen Gleisanlagen des Wormser Hauptbahnhofs und alle Betriebsstellen, Blocksignale und Bahnübergänge südlich des Bahnhofs Oppenheim bis unmittelbar nördlich des Bahnhofs von Bobenheim auf der Bahnstrecke Mainz–Mannheim. Dazu sind auf der Stellwand drei Bahnübergänge und die freie Strecke der Bahnstrecke Worms–Bingen Stadt bis zum Haltepunkt von Worms-Pfeddersheim und die Gleise der freien Strecke der Riedbahn bis zum Bahnhof Hofheim (Ried) abgebildet.

## Personenverkehr

### Bedienung im Fernverkehr

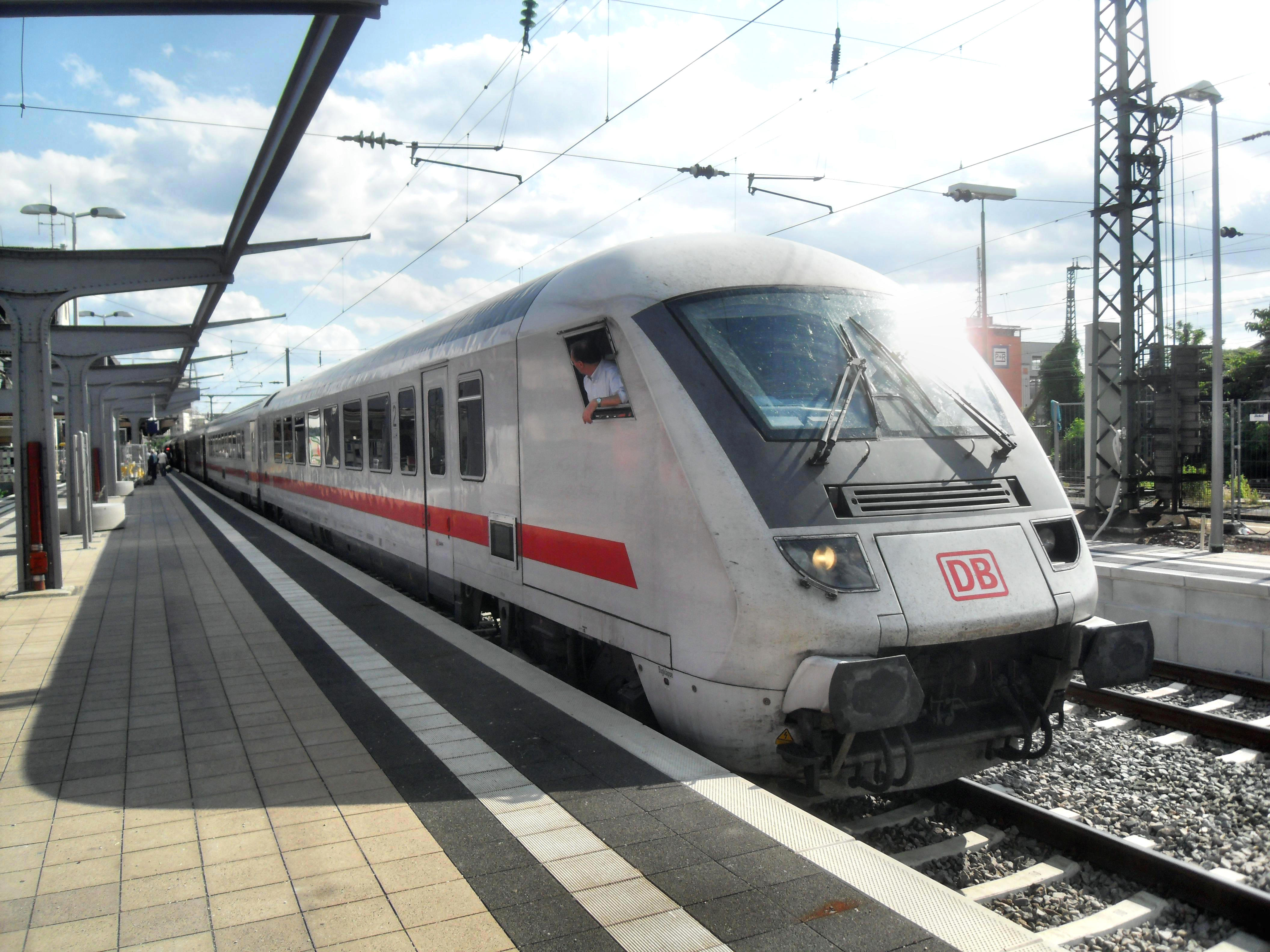
EuroCity-Steuerwagen im Wormser Hauptbahnhof auf dem Weg nach Dortmund

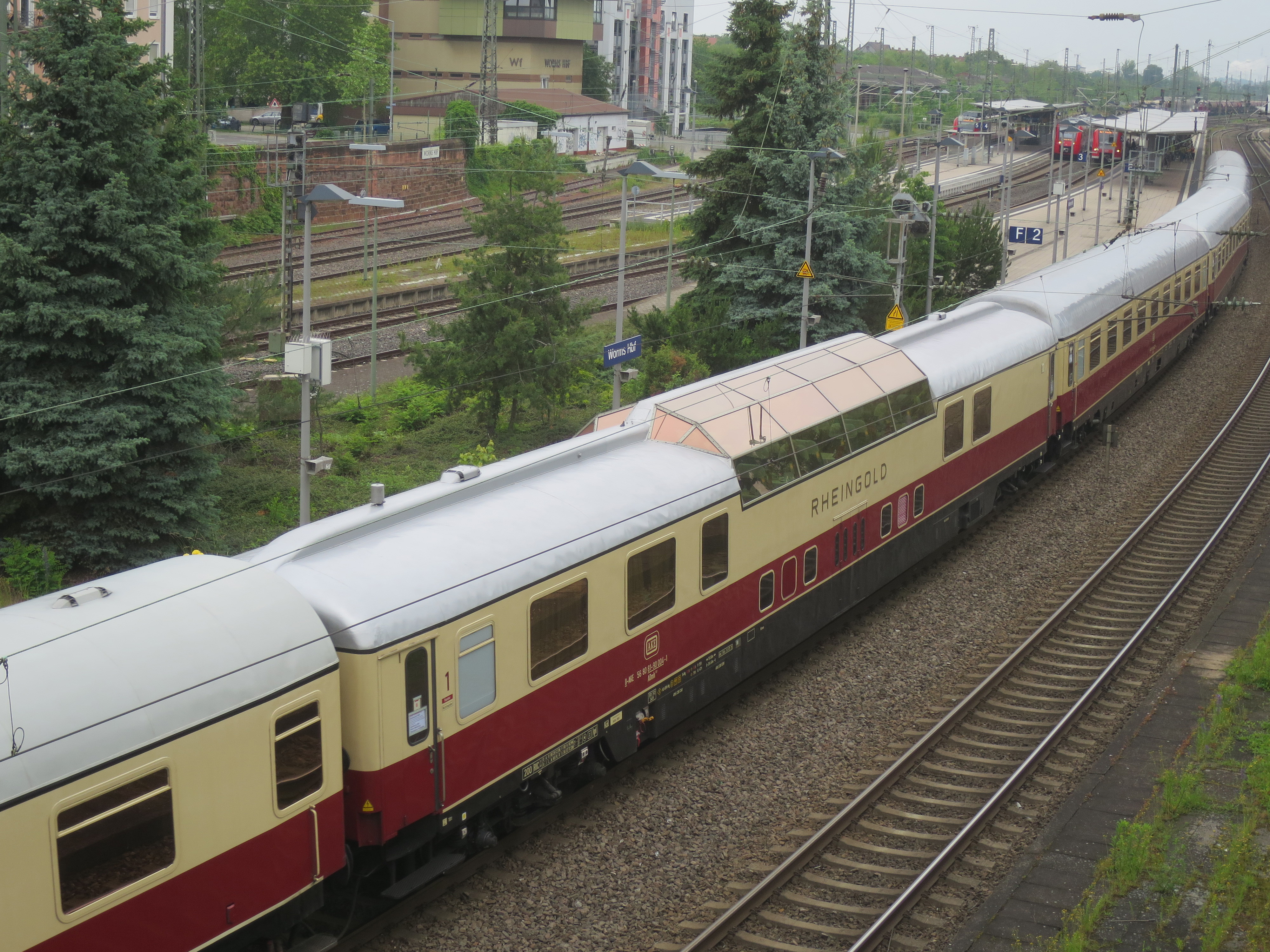
Rheingold-Garnitur der AKE-Eisenbahntouristik bei der Ausfahrt aus Worms Hauptbahnhof (2019)

Am Wormser Hauptbahnhof halten in der ersten Fahrplanjahrhälfte 2024 sieben Fernzüge: Drei Intercity-Express und vier Intercitys, die meisten Fernverkehrszüge zwischen Mainz und Mannheim durchfahren den Bahnhof dagegen ohne Halt. Seit Jahren wird von Kommunalpolitikern ein besserer Fernverkehrsanschluss des Wormser Hauptbahnhofes an das Netz der DB Fernverkehr gefordert, eine tatsächliche Realisierung ist aber ungewiss.
Folgende Fernverkehrslinien halten seit dem 10. Dezember 2023 am Wormser Hauptbahnhof:
| Linie  | Strecke | Leistungen  |
| ------ | --- | ----------- |
| ICE 11 | Wiesbaden – Mainz – Worms – Mannheim – Stuttgart – Ulm – München | ein Zug     |
| ICE 32 | Münster (nach Klagenfurt) bzw. Dortmund (von Klagenfurt) – Duisburg – Köln – Koblenz – Mainz – Worms – Mannheim – Stuttgart – München – Klagenfurt                                | ein Zugpaar |
| IC 35  | Emden – Leer (Ostfriesland) – Münster – Recklinghausen – Gelsenkirchen – Duisburg – Köln – Koblenz – Mainz – Worms – Mannheim – Stuttgart (nach Leer) bzw. – Karlsruhe – Konstanz | ein Zugpaar |

### Bedienung im Regionalverkehr

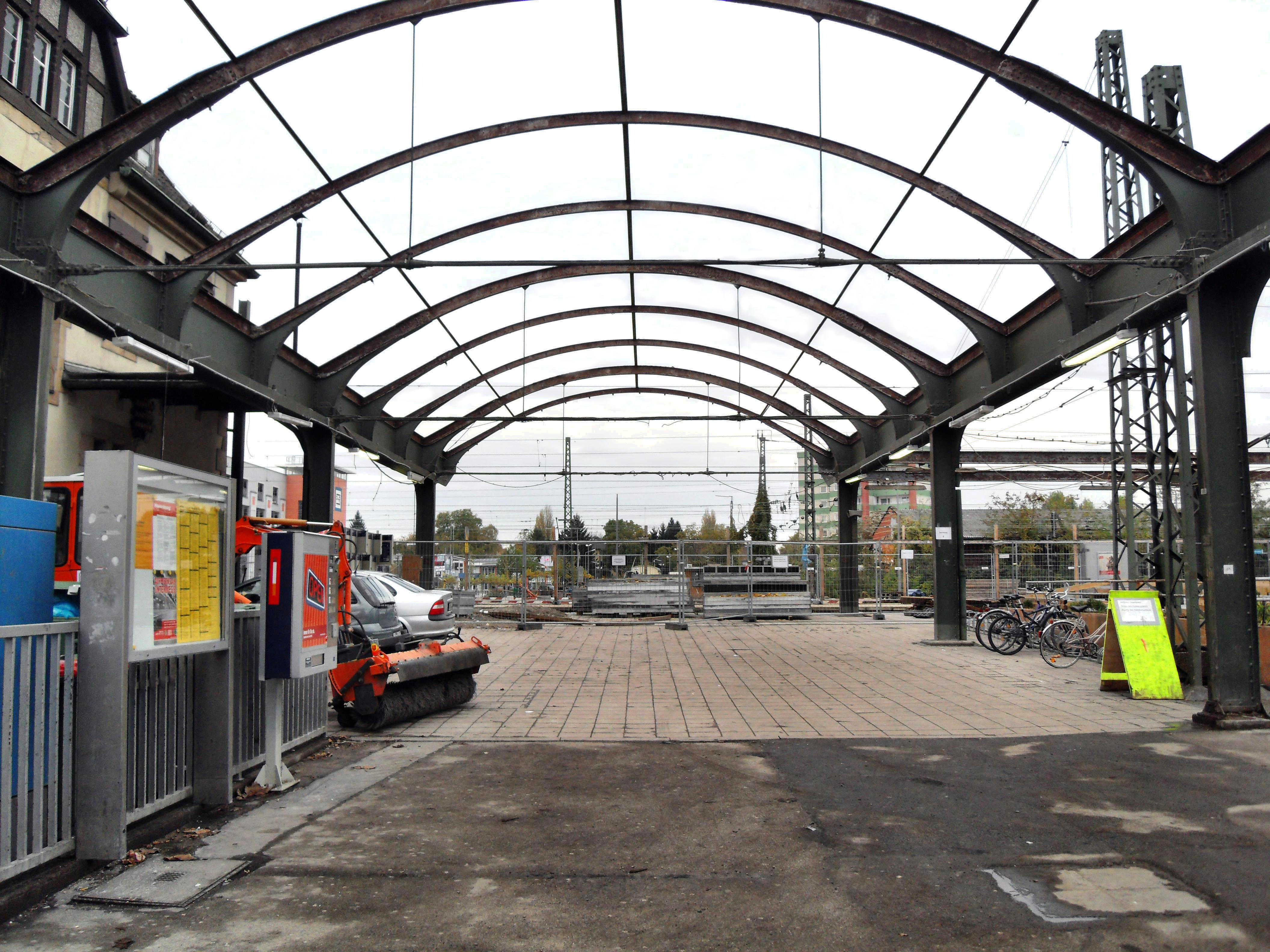
Querbahnsteig des „Bensheimer Bahnhofes“ (2008)

Im Wormser Hauptbahnhof kreuzen sich Bahnlinien aus allen vier Himmelsrichtungen:
- Von Mainz im Norden verläuft Richtung Mannheim im Süden die Bahnstrecke Mainz–Mannheim mit halbstündlichen S-Bahnen in beide Richtungen. Ergänzt wird die Bedienung durch die beiden zweistündlich verkehrenden Regionalexpresse zwischen Mainz und Karlsruhe sowie zwischen Mainz und Mannheim. In Mainz und Mannheim besteht dabei Anschluss an den Fernverkehr, in Ludwigshafen am Rhein an weitere Linien der S-Bahn RheinNeckar.
- Nach Westen verkehren im Stundentakt nach Bingen über Alzey sowie im Halbstundentakt nach Monsheim Züge über die Rheinhessenbahn. In Monsheim besteht Anschluss nach Grünstadt und im Sonn- und Feiertagsverkehr über die Zellertalbahn nach Hochspeyer.
- Richtung Osten (Hessen) verläuft die Nibelungenbahn nach Bensheim. Hier besteht Anschluss an die Bahnstrecke Frankfurt am Main–Heidelberg. Über den Wormser Zweig der Bahnstrecke Mannheim–Frankfurt am Main nach Biblis gibt es eine stündliche Umsteigeverbindung nach Frankfurt am Main. Die Züge nach Hessen fahren dabei von drei Kopfgleisen 8, 9 und 11 am Wormser Hauptbahnhof ab.

| Linie | Verlauf | Takt                                               | Betreiber      |
| ----- | --- | -------------------------------------------------- | -------------- |
| RE4   | SÜWEX: Karlsruhe Hbf – Graben-Neudorf – Philippsburg (Baden) – Germersheim – Speyer Hbf – Schifferstadt – Ludwigshafen (Rhein) Hbf – Frankenthal Hbf – Worms Hbf (→ Osthofen → Guntersblum → Oppenheim → Nierstein → Mainz Römisches Theater) (ein Zug) – Mainz Hbf – Hochheim (Main) – Frankfurt-Höchst – Frankfurt (Main) Hbf Stand: Fahrplanwechsel Dezember 2021 | 120 min                                            | DB Regio Mitte |
| RE14  | SÜWEX: Mannheim Hbf – Ludwigshafen (Rhein) Mitte – (Ludwigshafen (Rhein) Hbf –)* Frankenthal Hbf – Worms Hbf – (Osthofen – Guntersblum – Oppenheim – Nierstein – Mainz Römisches Theater –)* Mainz Hbf – Hochheim (Main) – Frankfurt-Höchst – Frankfurt (Main) Hbf * einzelne Züge Stand: Fahrplanwechsel Dezember 2021 | 120 min                                            | DB Regio Mitte |
| RB 35 | Bingen Stadt – Armsheim – Alzey – Monsheim – Worms | 60 min                                             | DB Regio Mitte |
| RB 62 | Worms – Biblis (dort Anschluss an und von RE 70 nach und von Frankfurt) | 60 min                                             | DB Regio Mitte |
| RB 63 | Worms – Bürstadt – Bensheim | 60 min                                             | DB Regio Mitte |
| EX    | Mainz Hbf – Nierstein – Worms – Ludwigshafen (Rh) Hbf – Neustadt (Weinstr) Hbf – Landau – Winden (Pfalz) – Wissembourg (Saisonverkehr April bis Oktober) | Ein Zugpaar                                        | Vlexx          |
| S 6   | Bensheim – Heppenheim (Bergstr) – Laudenbach (Bergstr) – Hemsbach – Weinheim-Sulzbach – Weinheim (Bergstr) Hbf – (Weinheim-Lützelsachsen –) (einzelne Züge) Heddesheim/Hirschberg – Ladenburg – Neu-Edingen/Friedrichsfeld – Mannheim-Seckenheim – Mannheim ARENA/Maimarkt – Mannheim Hbf – Ludwigshafen (Rhein) Mitte – Ludwigshafen (Rhein) Hbf – Ludwigshafen-Oggersheim – Frankenthal Süd – Frankenthal Hbf – Bobenheim – Worms Hbf – Osthofen – Mettenheim – Alsheim – Guntersblum – Dienheim – Oppenheim – Nierstein – Nackenheim – Bodenheim – Mainz-Laubenheim – Mainz Römisches Theater – Mainz Hbf (← Wiesbaden Hbf) (ein Zug) Stand: Fahrplanwechsel Dezember 2021 | 60 min (Bensheim–Mannheim) 30 min (Mannheim–Mainz) | DB Regio Mitte |

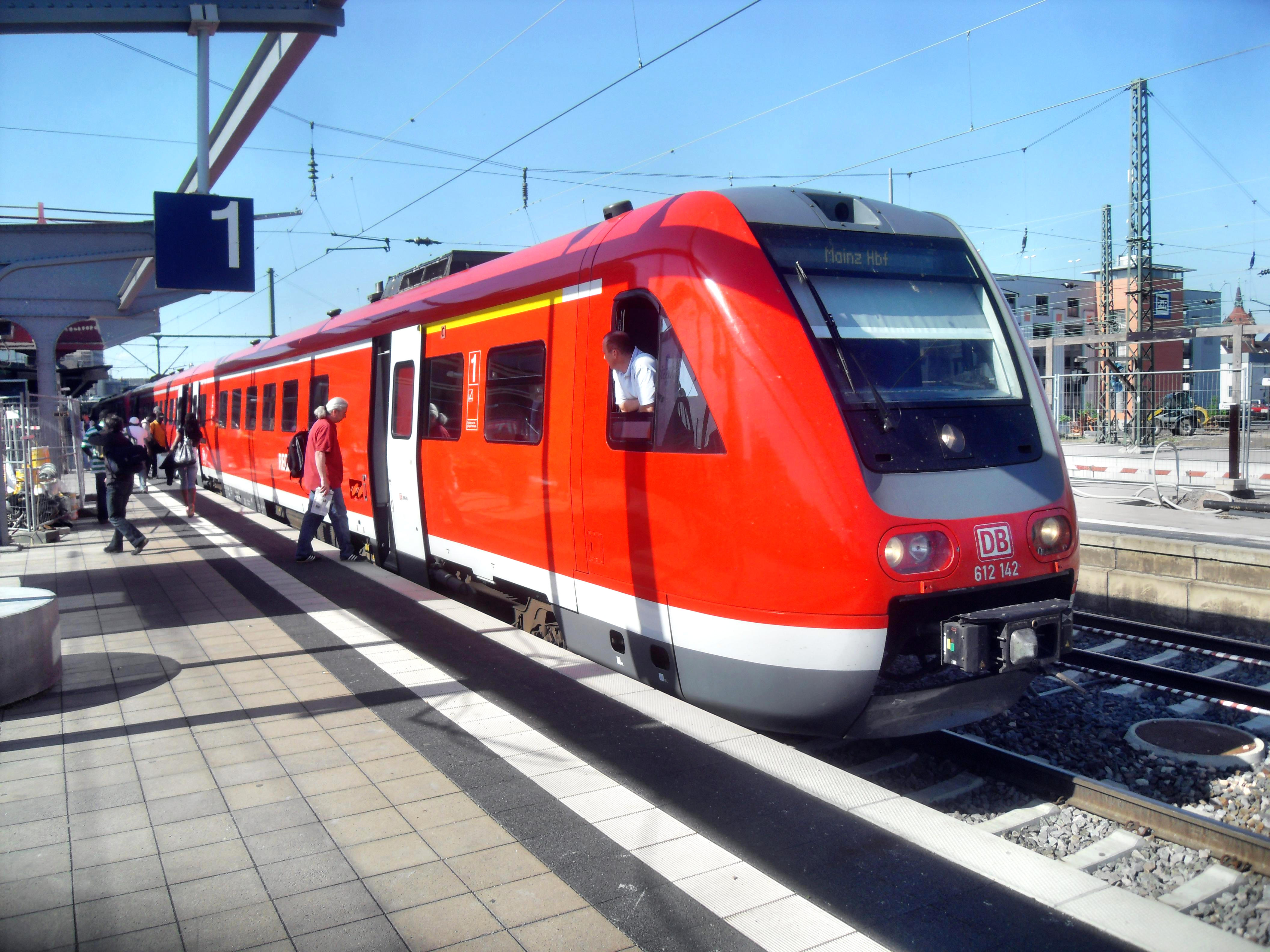
Regional-Express mit Dieseltriebwagen der Baureihe 612 im Wormser Hauptbahnhof auf dem Weg nach Mainz
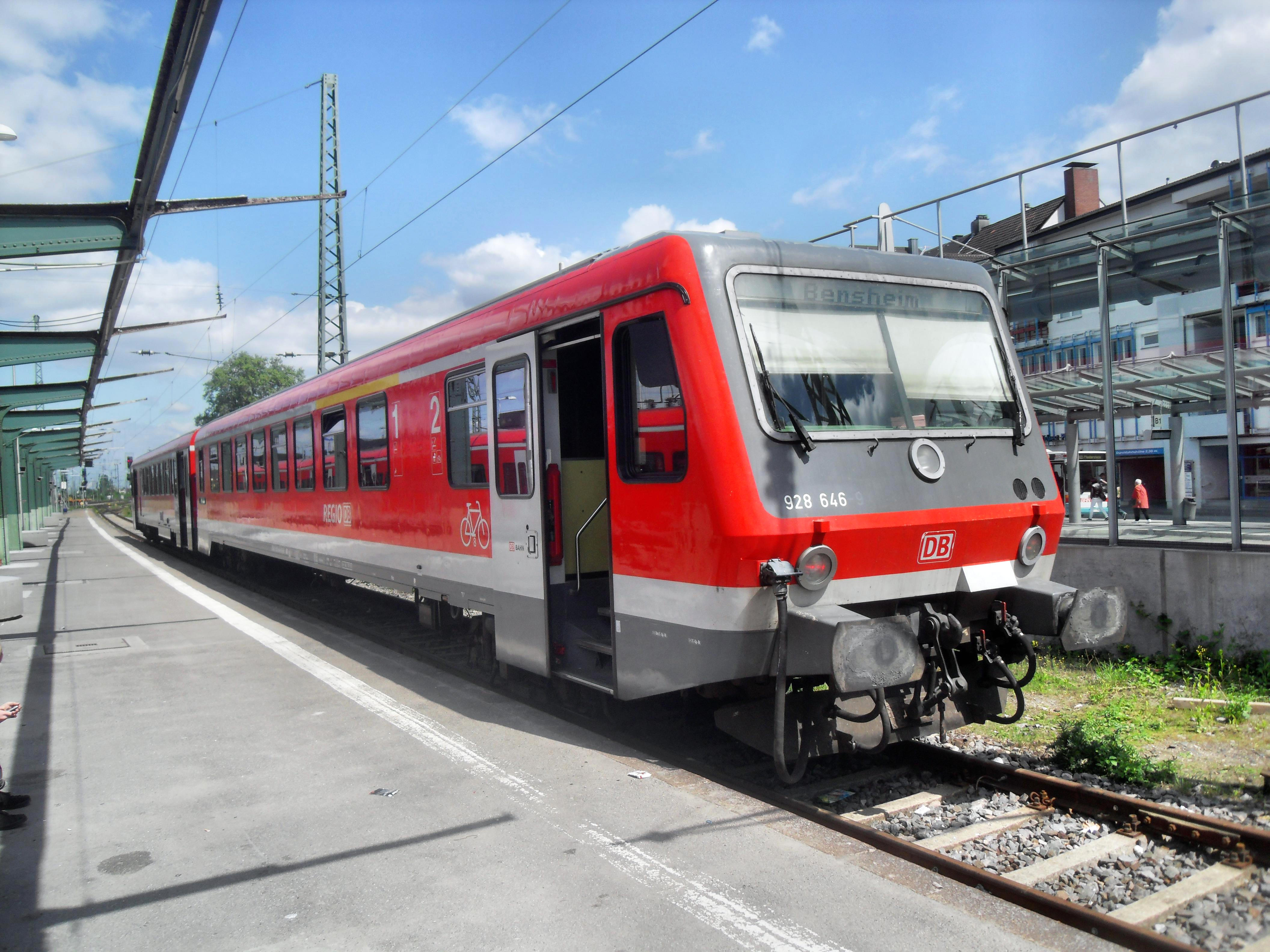
Regionalbahn mit Dieseltriebwagen der Baureihe 628 auf dem Weg nach Bensheim
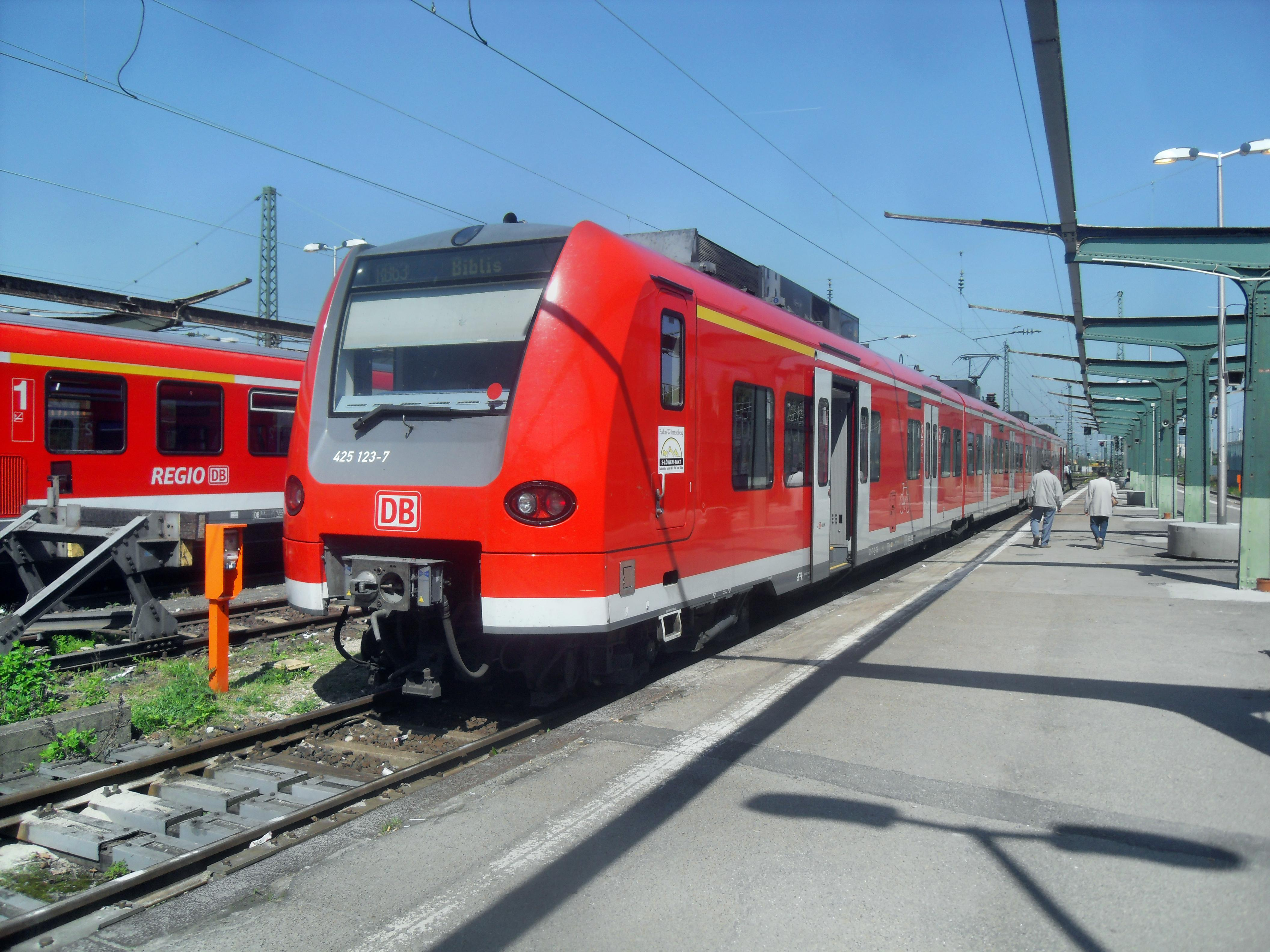
Regionalbahn im Wormser Hauptbahnhof auf dem Weg nach Biblis
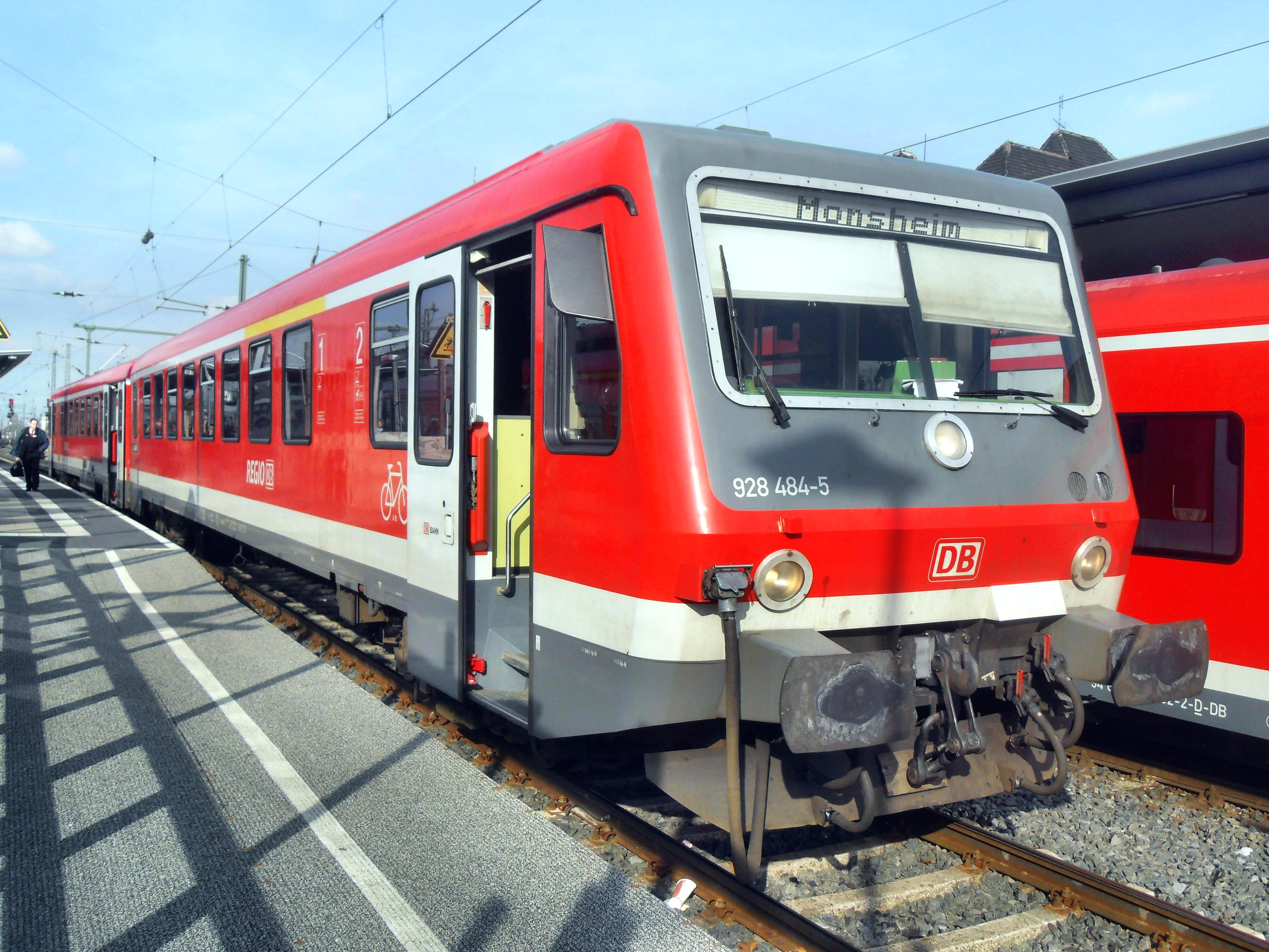
Regionalbahn auf dem Weg nach Monsheim über die Rheinhessenbahn

### Anschluss an den übrigen ÖPNV

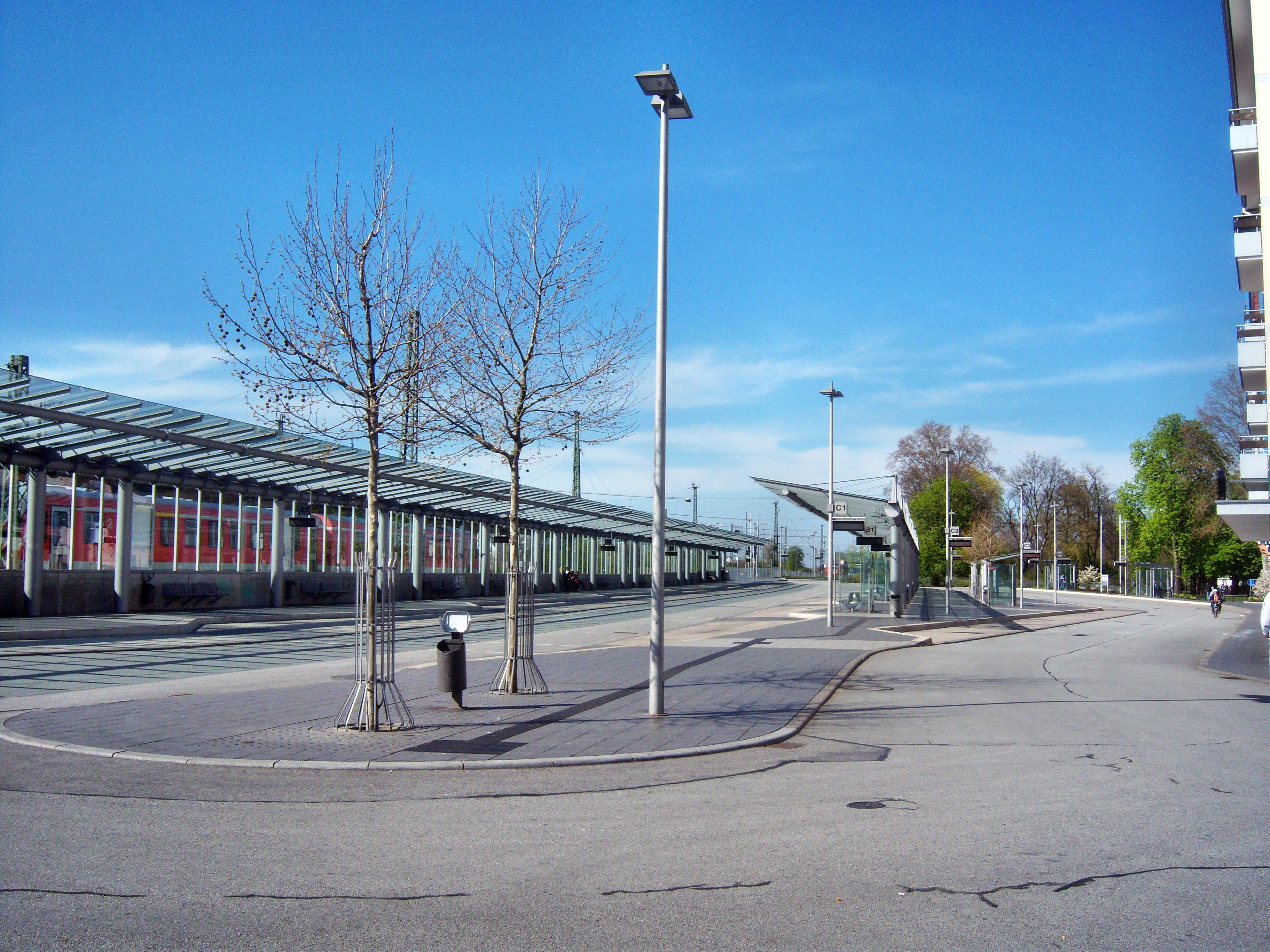
Wormser Busbahnhof (2008)

Direkt östlich des Wormser Hauptbahnhofes, in der Nähe des Kopfbahnhofes, befindet sich der 2003 neu errichtete Busbahnhof. Seit dem Betreiberwechsel im Juni 2024 betreibt die Zarth GmbH zwölf Linien innerhalb von Worms (401 bis 411 und 415), sowie die Behles GmbH ins Wormser Umland (430 bis 435 und 451) hinein. Spätabends fahren außerdem Busse auf sieben Linien (401, 404, 405, 407, 410, 430, 434), wobei diese am Wochenende bis zu zwei Stunden länger verkehren.
Es verkehren drei Regionalbuslinien in die Metropolregion Rhein-Neckar sowie nach Hessen (451, 644, 646).
Zudem stehen Ruftaxis auf sieben Linien (4901, 4902, 4905, 4906, 4907, 4943) zur Verfügung. Momentan ist dieser Dienst allerdings suspendiert.
Außerdem ist gegenüber dem östlichen Haupteingang ein Taxistand eingerichtet.